# 小行星7474
小行星7474（英語：7474）是一颗围绕太阳公转的小行星。1992年10月1日，罗伯特·H·麦克诺特在赛丁泉山发现了此天体。
这颗小行星的绝对星等为275.5316169514005等。